# Acacia pycnantha
Acacia pycnantha Benth., 1842, (in lingua inglese golden wattle), è un albero della famiglia delle Fabacee, originario dell'Australia sud-orientale.

## Descrizione

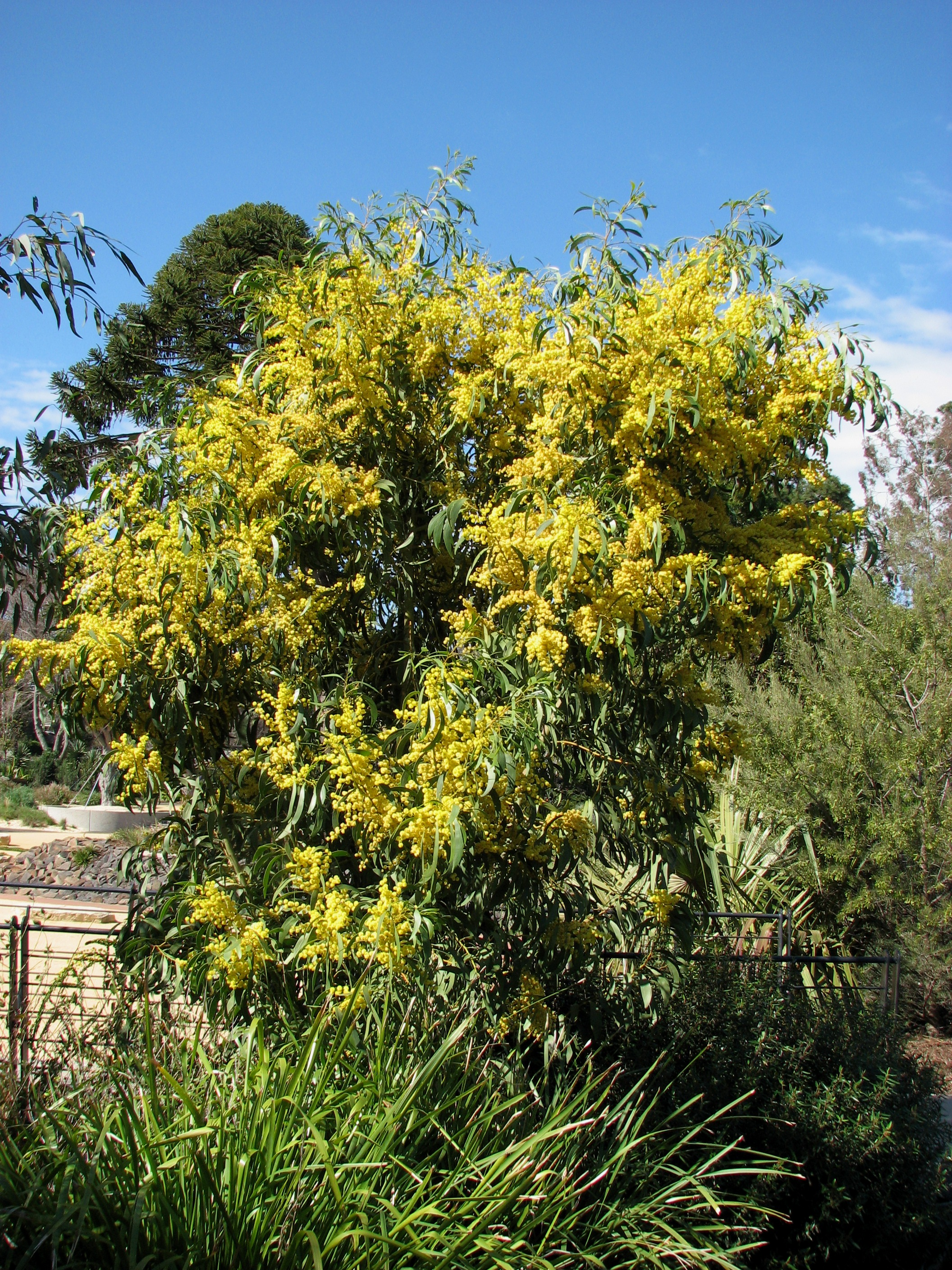
Portamento. Un albero di Acacia pycnantha con foglie verdi e una profusione di fiori gialli nel Geelong Botanic Gardens

Cresce fino ad un'altezza di circa 8 m ed ha fillodi invece di foglie vere e proprie. Dotate di forma a "falcetto", esse sono lunghe dai 9 al 15 cm e larghe da 1 a 3.5 cm.
La profusione di fiori fragranti compare nel tardo inverno e in primavera, seguiti da lunghi baccelli di semi.

## Biologia
L'impollinazione è di tipo incrociato e viene eseguita da varie specie di passeriformi quali melifagidi e beccospini, che "visitano" i nettàri sui piccioli e si sfregano contro i fiori, trasferendo tra loro il polline.

## Distribuzione e habitat
Sottobosco in foreste di eucalipti, si trovano dal meridione del Nuovo Galles del Sud al Territorio della Capitale Australiana, attraverso lo stato di Victoria e nel sud-est di quello dell'Australia Meridionale.

## Tassonomia
L'esploratore Thomas Mitchell raccolse il campione-tipo dal quale George Bentham poté fare la descrizione della specie nel 1842. Non se ne conoscono sottospecie.

## Usi
Una corteccia di A. pycnantha produce più tannino di qualunque altra specie di acacia, per cui se ne fa anche coltivazione a scopo produttivo di questa sostanza.
Essa è stata ampiamente diffusa come pianta ornamentale da giardino e per la raccolta dei suoi fiori, ma in alcuni paesi (Sudafrica, Tanzania, Italia, Portogallo, India, Indonesia, Nuova Zelanda, Tasmania, Australia Orientale e Nuovo Galles del Sud) è considerata pianta infestante.
L' Acacia pycnantha è divenuta, il 19 agosto 1988, emblema floreale dell'Australia e ne costituisce uno dei simboli nazionali.
Viene sovente riprodotta sui francobolli del Paese oceaniano.